# Bence Vas
Adam Bence Vas (* 2. März 1987 in Budapest) ist ein ungarischer Jazzmusiker (Hammondorgel, Komposition).

## Leben und Wirken
Vas lernte autodidaktisch das Notenlesen und einfache Lieder und klassische Transkriptionen zweihändig auf dem Klavier zu spielen. Mit elf Jahren wurde er an der örtlichen Musikschule (heute László-Lukin-Grundschule der Künste) in Érd aufgenommen und erhielt ein klassisches Fundament. 2008 wechselte er im Kőbánya Music Studio zur Orgel.
Vas hat mit Persönlichkeiten der zeitgenössischen Jazzszene wie Brian Charette, Kornél Fekete-Kovács, Kajetan Galas und Dominik Bukowski gespielt. 2013 gründete er in Budapest seine Gruppe Organism (zunächst als Quartett), dann leitete er das Bence Vas Trio und tourte in Deutschland, Tschechien, der Slowakei, Rumänien und Polen. Er hat sechs Alben veröffentlicht, zunächst Pictures of the Day (2014) und Praise the Notes (2016) mit der Gruppe Organism, dann Organic Impressions (2017, mit Organism und Big Band), Looked at all Aspects (2020, mit Organism, Bence Vas Trio und Gastvibraphonist Marcin Pater); zuletzt erschienen Overture et al. (2020 mit eigenen Kompositionen, angelehnt an Béla Bartók und einer Bigband, die sich am Modern Art Orchestra von Fekete-Kovács orientiert) und Open – Closed Principle (2022, im Trio mit Vibraphonist Dominik Bukowski und Schlagzeuger Krzysztof Szmańda). Derzeit lebt und arbeitet er in Polen. Er ist auch als bildender Künstler tätig.